# Стад де Рудуру
«Стад де Рудуру» (фр. Stade de Roudourou) — футбольний стадіон у Генгамі, Франція, домашня арена ФК «Генгам».
Стадіон відкритий 1990 року. У 1997, 2007, 2014 роках реконструйовувався.